# Stazzona
Stazzona (en corso A Stazzona) es una comuna y población de Francia, en la región de Córcega, departamento de Alta Córcega.

## Demografía
| 82 | 82 | 57 | 50 | 35 | 33 |
| Para los censos de 1962 a 1999 la población legal corresponde a la población sin duplicidades (Fuente: INSEE [Consultar]) |    |    |    |    |    |